# 더 브로큰 메리지 바우
《더 브로큰 메리지 바우》(영어: The Broken Marriage Vow)는 2022년 방영된 필리핀의 텔레비전 드라마이다.